# Королевский десант
«Королевский десант» (яп. 王立宇宙軍 オネアミスの翼 Орицу Утю:гун — Онэамису но Цубаса), также Royal Space Force: The Wings of Honneamise — полнометражный научно-фантастический аниме-фильм, вышедший на экран в 1987 году (работы над проектом начались в 1984 году, таким образом фильм снимался три года) и ставший первым крупным самостоятельным произведением студии Gainax. Режиссёром фильма стал Хироюки Ямага, а мощную финансовую поддержку проекту оказала компания Bandai Visual, затратившая на производство около 800 миллионов иен (пять миллионов долларов). «Королевский десант» стал знаковым выпуском, как по графической составляющей, поскольку в то время с ним могли поспорить лишь фильмы Studio Ghibli и вышедший после «Акира», так и по сюжетной линии, которая создавала реалистичный образ альтернативного мира, неуловимо похожего на современный, стоящего на пороге космической эры и холодной войны.
В России фильм был показан на канале ОРТ 18 мая 2002 года под названием «Королевский десант». 
В 2022 году отреставрированный фильм был издан Bandai Namco на 4K Ultra HD Blu-ray в честь 35-летия.

## Сюжет
В альтернативном мире, очень похожем на Землю, и технологический уровень цивилизации которого близок к 1950-м годам, существует северное государство Хоннеамиз — конституционная монархия, управляемая королевской семьёй. Хоннеамиз переживает далеко не лучшие времена: бедность, классовое неравенство, милитаризм и ряд крупных военных неудач в недавнем прошлом. Технический и научный уровень в государстве остаётся высоким: Хоннеамиз — единственная страна, имеющая космическую программу и даже запустившая первый искусственный спутник. В то время первые победы послужили толчком к созданию Королевских Космических Сил. Но спустя несколько лет космонавтика находится в упадке, все запуски неудачны; ни народ, ни руководство не интересуют ракеты, которые не могут ни накормить, ни дать работу, ни использоваться против главного врага — южной Республики, с которой Хоннеамиз находится в состоянии холодной войны.
Сироцугу Ладатт — молодой майор Космических Сил, как и большинство граждан Хоннеамиз, убеждён в бесперспективности освоения космоса, и только относительно неплохая зарплата удерживает Сироцугу и его сослуживцев от увольнения из ККС. Случайно Ладатт встречает молодую девушку Лейквинни Нондэрайко — последовательницу религиозного культа, которая неожиданно открывает ему глаза на величие самой идеи полётов в космос. В то же время командующий Королевских Космических Сил, воспользовавшись своими связями в королевской семье, решает вырвать космическую программу из стагнации, запустив первого человека на орбиту. Несмотря на немалое удивление и товарищей, и руководства, Сироцугу вызывается добровольцем на этот полёт.
У программы пилотируемого полёта есть много противников — как в самом Хоннеамиз, так и в Республике. Министерство обороны решило воспользоваться бесполезной, по их мнению, ракетой в качестве приманки для врага. Стартовый комплекс был перенесён далеко на южную границу — в демилитаризованную зону. Разведка противника планирует захватить ракету с помощью открытого военного конфликта на границе. Военные Хоннеамиз же планируют воспользоваться этой провокацией в качестве повода к войне и реваншу за поражения в прошлой войне. Правитель Республики ищет способы захватить ракету (пусть даже он не верит в успех её запуска), и чтобы выиграть время на подготовку, распоряжается отправить наёмного убийцу для устранения Сироцугу, однако тому в поединке удаётся победить лазутчика.
Ладатт прибывает на стартовый комплекс и обнаруживает, что пограничники активно готовятся к битве — строят оборонительные сооружения, роют окопы. Командующий ККС понимает, что контрразведка намеренно организовала утечку информации о времени старта ракеты, и решает перенести старт на несколько часов раньше. Все против этого — весь персонал работал на пределе своих сил и теперь совершенно измотан. Но Сироцугу соглашается на ранний старт. Ради выигрыша времени приходится отбросить все диагностические тесты и начать непосредственную подготовку к старту.
За несколько минут до старта выясняется, что противник форсировал пограничную реку и начинает продвижение к стартовому комплексу. Командующий решает отменить запуск, но Сироцугу, уже находясь внутри космического корабля, убеждает всех, что нельзя останавливаться, когда почти все завершено. Обратный отсчёт, несмотря на ожесточённые бои вблизи, возобновляется. Ракета взлетает вверх, оставляя участников битвы далеко внизу.
Оказавшись на орбите, Сироцугу вместо заранее заученной речи первого космонавта произносит проповедь о пороках человеческого рода и просит о прощении и напутствии для всего человечества.

## Съёмочная группа
- Режиссёр и сценарист: Хироюки Ямага
- Композитор: Рюити Сакамото
- Дизайн персонажей: Ёсиюки Садамото
- Художник: Хиромаса Огура
- Режиссёры-постановщики: Фумио Ида, Хидэаки Анно, Ёсиюки Садамото, Юдзи Морияма
- Исполнительные продюсеры: Сигэру Ватанабэ, Тосио Окада
- Аниматоры: Синдзи Оцука, Тацуя Эгава
- Продюсеры: Хироаки Иноуэ, Хирохико Суэёси

## Uru in Blue
В 1992 году Gainax начал работать над сиквелом «Королевского десанта» под названием Aoki Uru. Режиссёром выступал Хидэаки Анно, а сценаристом был Хироюки Ямага. К 1993 году Ёсиюки Садамото представил концепт-арты. По задумке авторов, события аниме должны были разворачиваться через пятьдесят лет после предыдущего произведения. Таким образом, можно было бы избежать возвращения старых персонажей. История данного аниме должна была повествовать об участвующих в сражениях пилотах. Однако у студии не нашлось достаточно финансов на реализацию этой идеи, и проект был заморожен. Одной из ключевых тем ранее замороженного Aoki Uru был принцип «не убегать!». Главный персонаж замороженного проекта должен был столкнуться с пугающей задачей спасти похищенную героиню. И хотя он бежал от чего-то в своем прошлом, однако теперь он решает идти до конца. Те же темы легли в основу созданного позднее «Евангелиона». 
Был выпущен диск Blue URU Frozen Designs Collection с материалами и иллюстрациями Садамото. Проект неоднократно переносился Gainax в 1998, 2001 и 2013 годах. В 2014 году было подтверждено, что фильм выйдет в 2018 году, режиссёром и сценаристом являлся Хироюки Ямага, а дизайнером персонажей — Ёсиюки Садамото. В интервью 2016 года Садамото заметил, что настоящей проблемой является нехватка денег. Но даже если нынешний режиссёр покинет проект, дизайнер останется. Когда права перешли к студии Gaina, выпуск оказался намечен на 2022 год.

## Отзывы и критика
Согласно опросу, проведенному в 2007 году Агентством по делам культуры Японии, фильм занял 36-е место среди лучших аниме всех времён. 12 место в списке 100 лучших аниме фильмов согласно журналу Paste. Борис Иванов из редакции сайта Hi-Fi.ru поместил «Королевский космический корпус: Крылья Оннеамис» на 25 позицию среди 100 лучших аниме за всю историю кино. Также фильм входит в список 50 лучших аниме всех времён по версии журнала «АнимеГид».